# Mariusz Erdman
Mariusz Erdman (ur. 16 maja 1946 w Toruniu) – działacz PZPR, samorządowiec, prezydent Gorzowa Wielkopolskiego. 
W 1969 w Toruniu ukończył prawo na UMK. W 1969 r. podjął pracę w Oddziale Drogowym PKP w Gorzowie Wlkp., na stanowisku st. referenta, od 1972 pracował w aparacie partyjnym jako kierownik Powiatowego Ośrodka Propagandy Partyjnej w Gorzowie. W 1977 obronił pracę doktorską z zakresu nauk historycznych na Akademii Nauk Społecznych przy KC PZPR w Moskwie. W 1977 r. został starszym inspektorem Wydziału Organizacyjnego KW PZPR, później zastępcą kierownika Wydziału Organizacyjnego KW, następnie Wydziału pracy Ideowo-Wychowawczej KW. Od 21 listopada 1980 r. do 23 maja 1981 r. był I sekretarzem KM PZPR. 16 kwietnia 1982 r. powołany na prezydenta miasta Gorzowa. 28 grudnia 1983 r. Miejska Konferencja PZPR wybrała go ponownie na I sekretarza KM, funkcję tę pełnił do maja 1988 r. Funkcję prezydenta oficjalnie piastował do 31 stycznia 1984 r. Od maja 1988 do stycznia 1990 był przewodniczącym Wojewódzkiej Komisji Kontrolo-Rewizyjnej PZPR. W 1990 r. został wicedyrektorem I Oddziału PKO BP. 1 sierpnia 1999 r. – w wyniku konkursu – został prezesem i dyrektorem spółki PEC (Przedsiębiorstwo Energetyki Cieplnej).
Był pierwszym prezydentem Gorzowa z powojenną metryką i najmłodszym w chwili obejmowania stanowiska.